# Saba Khvadagiani
Saba Khvadagiani (en géorgien : საბა ხვადაგიანი), né le 30 janvier 2003 à Tbilissi en Géorgie, est un footballeur international géorgien. Il évolue au poste de défenseur central au Dinamo Tbilissi .

## Biographie

### En club
Né à Tbilissi en Géorgie, Saba Khvadagiani est formé par l'un des clubs de la capitale du pays, le Dinamo Tbilissi. Il joue son premier match en professionnel le 21 septembre 2020, lors d'une rencontre de coupe de Géorgie face au FC Saburtalo Tbilissi. Il est titularisé et son équipe s'incline par un but à zéro.
Le 16 mai 2021, Khvadagiani inscrit son premier but en professionnel, lors d'une rencontre de championnat face au FC Telavi. Titulaire, il donne la victoire à son équipe en étant le seul buteur du match.
Il est sacré champion de Géorgie en 2022,.
En janvier 2024, Saba Khvadagiani rejoint le club israélien du Maccabi Netanya.

### En sélection
Le 29 mars 2021, Saba Khvadagiani joue son premier match pour l'équipe de Géorgie espoirs contre la Biélorussie. Il est titularisé et son équipe l'emporte par quatre buts à un.
Khvadagiani inscrit son premier but avec les espoirs le 21 novembre 2022, contre l'Ukraine. Titulaire, il marque le but égalisateur sur une frappe lointaine (1-1 score final).
Saba Khvadagiani honore sa première sélection avec l'équipe nationale de Géorgie le 8 septembre 2021, à l'occasion d'un match amical  face à la Bulgarie, où il est propulsé directement titulaire. Son équipe s'incline par quatre buts à un ce jour-là,.
Khvadagiani est de nouveau appelé en octobre 2021 par le sélectionneur Willy Sagnol.

## Palmarès
Dinamo Tbilissi
- Champion de Géorgie (1) :
  - Champion : 2022.